# (73787) 1994 WL4
(73787) 1994 WL4 – planetoida z pasa głównego asteroid okrążająca Słońce w ciągu 4,39 lat w średniej odległości 2,68 j.a. Odkryta 26 listopada 1994 roku.